# Équipe d'Érythrée de football
Cet article traite de l'équipe masculine. Pour l'équipe féminine, voir Équipe d'Érythrée féminine de football.
Maillots
L'équipe d'Érythrée de football est constituée par une sélection des meilleurs joueurs érythréens sous l'égide de la Fédération d'Érythrée de football.

## Histoire
En 1993, l'Érythrée obtient son indépendance par rapport à l'Éthiopie après une guerre d'indépendance qui a duré 30 ans entre 1961 et 1991. Un an avant son indépendance, l'Érythrée est invitée à participer à un tournoi au Soudan. La sélection joue son premier match le 26 juin 1992 contre le Soudan (pour un résultat nul 1-1). Et deux jours plus tard, l'Érythrée remporte la première victoire de son histoire en battant le Tchad 2 buts à 1. 
Le football est très populaire en Érythrée et lorsque l'Éthiopie remporta la Coupe d'Afrique des nations de football 1962, 7 à 8 joueurs de l’équipe nationale venaient de la région érythréenne.
Mais en raison de la situation politique locale, de nombreux joueurs préfèrent fuir le pays ce qui affaiblit la sélection au niveau sportif. L'Érythrée a par exemple déclaré forfait pour les éliminatoires de la Coupe d'Afrique des nations 2015.
L'Érythrée ne se qualifie pour aucune phase finale de Coupe du monde, s'arrêtant systématiquement dès le premier tour des qualifications, et ne s'inscrit pas pour les éliminatoires des CAN suivantes. Cependant, la sélection réalise sa meilleure performance à l'échelle régionale lors de l'édition 2019 (en) de la Coupe CECAFA où elle parvient à sortir des poules à la 2e place grâce à 2 victoires (dont l'une des plus larges victoires de son histoire contre Djibouti sur le score de 3-0), un nul et une seule défaite, puis bat en demi-finale le Kenya (4-1) égalant sa plus large victoire contre Djibouti au 1er tour. Elle est battue en finale par l'Ouganda (0-3), pays hôte de la compétition qui l'avait déjà rencontré et défaite au 1er tour.
Le 10 novembre 2023, l'Érythrée retire sa sélection des qualifications pour la Coupe du monde de football 2026. Le gouvernement ne fournit aucune explication, mais il est avancé que le pays craint les défections des joueurs lors de matches à l'étranger,. Depuis 2006, au moins 89 footballeurs érythréens, pour la plupart membres de l’équipe nationale masculine, ont choisi de s’enfuir à l’étranger lors de compétitions internationales,. La dernière rencontre internationale de l'équipe remonte au 25 janvier 2020 contre le Soudan,. L'équipe est actuellement non classée.

## Palmarès

### Classement FIFA
| Année              | 1998 | 1999 | 2000 | 2001 | 2002 | 2003 | 2004 | 2005 | 2006 | 2007 | 2008 | 2009 | 2010 | 2011 | 2012 |
| ------------------ | ---- | ---- | ---- | ---- | ---- | ---- | ---- | ---- | ---- | ---- | ---- | ---- | ---- | ---- | ---- |
| Classement mondial | 189  | 169  | 158  | 171  | 157  | 155  | 169  | 169  | 140  | 132  | 162  | 163  | 177  | 190  | 196  |

| Année              | 2013 | 2014 | 2015 | 2016 | 2017 | 2018 | 2019 | 2020 | 2021 | 2022 | 2023       | 2024    | 2025    | 2026    | 2027    |
| ------------------ | ---- | ---- | ---- | ---- | ---- | ---- | ---- | ---- | ---- | ---- | ---------- | ------- | ------- | ------- | ------- |
| Classement mondial | 200  | 202  | 204  | 205  | 206  | 204  | 205  | 205  | 202  | 201  | non classé | à venir | à venir | à venir | à venir |

### Parcours enCoupe du monde
| Année | Position     |      | Année         | Position |               | Année | Position |
| 1930  | Non inscrite | 1974 | Non inscrite  | 2010     | Forfait       |       |          |
| 1934  | Non inscrite | 1978 | Non inscrite  | 2014     | Non qualifiée |       |          |
| 1938  | Non inscrite | 1982 | Non inscrite  | 2018     | Non qualifiée |       |          |
| 1950  | Non inscrite | 1986 | Non inscrite  | 2022     | Non qualifiée |       |          |
| 1954  | Non inscrite | 1990 | Non inscrite  | 2026     | Forfait       |       |          |
| 1958  | Non inscrite | 1994 | Non inscrite  | 2030     | À venir       |       |          |
| 1962  | Non inscrite | 1998 | Non inscrite  | 2034     | À venir       |       |          |
| 1966  | Non inscrite | 2002 | Non qualifiée |          |               |       |          |
| 1970  | Non inscrite | 2006 | Non qualifiée |          |               |       |          |

### Parcours enCoupe d'Afrique
| Année | Position     |      | Année             | Position |                   | Année   | Position |
| 1957  | Non inscrite | 1982 | Non inscrite      | 2006     | Tour préliminaire |         |          |
| 1959  | Non inscrite | 1984 | Non inscrite      | 2008     | Tour préliminaire |         |          |
| 1962  | Non inscrite | 1986 | Non inscrite      | 2010     | Forfait           |         |          |
| 1963  | Non inscrite | 1988 | Non inscrite      | 2012     | Non inscrite      |         |          |
| 1965  | Non inscrite | 1990 | Non inscrite      | 2013     | Non inscrite      |         |          |
| 1968  | Non inscrite | 1992 | Non inscrite      | 2015     | Forfait           |         |          |
| 1970  | Non inscrite | 1994 | Non inscrite      | 2017     | Non inscrite      |         |          |
| 1972  | Non inscrite | 1996 | Non inscrite      | 2019     | Non inscrite      |         |          |
| 1974  | Non inscrite | 1998 | Non inscrite      | 2021     | Non inscrite      |         |          |
| 1976  | Non inscrite | 2000 | Tour préliminaire | 2023     | Forfait           |         |          |
| 1978  | Non inscrite | 2002 | Tour préliminaire | 2025     | Non inscrite      |         |          |
| 1980  | Non inscrite | 2004 | Tour préliminaire |          | 2027              | À venir |          |

## Sélectionneurs
- 1992–1996 :  Tekie Abraha
- 1999–2000 :  Tekie Abraha
- 2000–2002 :  Yılmaz Yücetürk
- 2002 :  Negash Teklit
- 2002 :  Vojo Gardašević
- 2003 :  Tekie Abraha
- 2006–2007 :  Dorian Marin
- 2007–2008 :  René Feller
- 2009–2012 :  Negash Teklit
- 2013–2015 :  Omar Ahmed Hussein
- 2015– :  Alemseged Efrem